# Meridià 30 a l'est
El meridià 30 a l'est de Greenwich és una línia de longitud que s'estén des del pol Nord travessant l'oceà Àrtic, Europa, Àfrica, l'oceà Índic, l'oceà Antàrtic i l'Antàrtida fins al pol Sud.
El meridià 30 a l'est forma un cercle màxim amb el meridià 150 a l'oest. Com tots els altres meridians, la seva longitud correspon a una semicircumferència terrestre, uns 20.003,932 km. Al nivell de l'Equador, és a una distància del meridià de Greenwich de 3.339 km.
El meridiano és el punt mitjà de l'Eastern European Time.
El 1992 el documental de la BBC Pole to Pole va seguir el viatge de Michael Palin al llarg del meridià 30 a l'est, que va ser seleccionat com el seu eix de viatge, ja que va cobrir la major part del territori.

## De Pol a Pol
Començant en el pol Nord i dirigint-se cap al pol Sud, aquest meridià travessa:
| Coordenades                             | País, territori o mar | Notes                                                               |
| --------------------------------------- | --------------------- | ------------------------------------------------------------------- |
| 90° 0′ N, 30° 0′ E / 90.000°N,30.000°E  | Oceà Àrtic            |                                                                     |
| 80° 9′ N, 30° 0′ E / 80.150°N,30.000°E  | Mar de Barents        | Passa entre les illes de Kongsøya i Abeløya, Svalbard, Noruega      |
| 70° 42′ N, 30° 0′ E / 70.700°N,30.000°E | Noruega               |                                                                     |
| 70° 4′ N, 30° 0′ E / 70.067°N,30.000°E  | Varangerfjord         |                                                                     |
| 69° 51′ N, 30° 0′ E / 69.850°N,30.000°E | Noruega               | Passa just a l'oest de Kirkenes                                     |
| 69° 25′ N, 30° 0′ E / 69.417°N,30.000°E | Rússia                |                                                                     |
| 67° 41′ N, 30° 0′ E / 67.683°N,30.000°E | Finlàndia             | Per uns 8 km                                                        |
| 67° 37′ N, 30° 0′ E / 67.617°N,30.000°E | Rússia                |                                                                     |
| 66° 0′ N, 30° 0′ E / 66.000°N,30.000°E  | Finlàndia             |                                                                     |
| 65° 41′ N, 30° 0′ E / 65.683°N,30.000°E | Rússia                |                                                                     |
| 64° 47′ N, 30° 0′ E / 64.783°N,30.000°E | Finlàndia             |                                                                     |
| 63° 45′ N, 30° 0′ E / 63.750°N,30.000°E | Rússia                | Per uns 2 km                                                        |
| 63° 44′ N, 30° 0′ E / 63.733°N,30.000°E | Finlàndia             |                                                                     |
| 61° 45′ N, 30° 0′ E / 61.750°N,30.000°E | Rússia                |                                                                     |
| 60° 0′ N, 30° 0′ E / 60.000°N,30.000°E  | Mar Bàltic            | Golf de Finlàndia, 300 metres de Lisy Nos, costa de Sant Petersburg |
| 59° 52′ N, 30° 0′ E / 59.867°N,30.000°E | Rússia                | Passa just a l'oest de Sant Petersburg                              |
| 55° 51′ N, 30° 0′ E / 55.850°N,30.000°E | Belarús               |                                                                     |
| 51° 29′ N, 30° 0′ E / 51.483°N,30.000°E | Ucraïna               |                                                                     |
| 46° 30′ N, 30° 0′ E / 46.500°N,30.000°E | Moldàvia              | Per uns 12 km                                                       |
| 46° 23′ N, 30° 0′ E / 46.383°N,30.000°E | Ucraïna               |                                                                     |
| 45° 44′ N, 30° 0′ E / 45.733°N,30.000°E | Mar Negre             |                                                                     |
| 41° 8′ N, 30° 0′ E / 41.133°N,30.000°E  | Turquia               |                                                                     |
| 36° 13′ N, 30° 0′ E / 36.217°N,30.000°E | Mar Mediterrània      |                                                                     |
| 31° 17′ N, 30° 0′ E / 31.283°N,30.000°E | Egipte                |                                                                     |
| 22° 0′ N, 30° 0′ E / 22.000°N,30.000°E  | Sudan                 |                                                                     |
| 10° 17′ N, 30° 0′ E / 10.283°N,30.000°E | Sudan del Sud         |                                                                     |
| 4° 13′ N, 30° 0′ E / 4.217°N,30.000°E   | R.D. del Congo        |                                                                     |
| 0° 51′ N, 30° 0′ E / 0.850°N,30.000°E   | Uganda                |                                                                     |
| 1° 26′ S, 30° 0′ E / 1.433°S,30.000°E   | Ruanda                | Passa just a l'oest de Kigali                                       |
| 2° 21′ S, 30° 0′ E / 2.350°S,30.000°E   | Burundi               |                                                                     |
| 4° 18′ S, 30° 0′ E / 4.300°S,30.000°E   | Tanzània              |                                                                     |
| 6° 29′ S, 30° 0′ E / 6.483°S,30.000°E   | Llac Tanganyika       |                                                                     |
| 7° 8′ S, 30° 0′ E / 7.133°S,30.000°E    | R.D. del Congo        |                                                                     |
| 8° 19′ S, 30° 0′ E / 8.317°S,30.000°E   | Zàmbia                |                                                                     |
| 15° 38′ S, 30° 0′ E / 15.633°S,30.000°E | Zimbàbue              |                                                                     |
| 22° 13′ S, 30° 0′ E / 22.217°S,30.000°E | Sud-àfrica            | Limpopo Mpumalanga KwaZulu-Natal Cap Oriental                       |
| 31° 18′ S, 30° 0′ E / 31.300°S,30.000°E | Oceà Índic            |                                                                     |
| 60° 0′ S, 30° 0′ E / 60.000°S,30.000°E  | Oceà Antàrtic         |                                                                     |
| 69° 18′ S, 30° 0′ E / 69.300°S,30.000°E | Antàrtida             | Terra de la Reina Maud, reclamat per Noruega                        |